# El Castro (monte)
El Castro es una montaña de los Montes de Campoo-Valderredible, situada en el municipio cántabro de Valderredible (España), cerca de Quintanilla de Rucandio y del puerto de Carrales. En lo más alto hay un vértice geodésico que marca una altitud de 1220,20 m s. n. m. en la base del pilar. Se puede ascender desde Quintanilla de Rucandio, mediante una pista forestal apta físicamente para ser transitada por vehículos todo terreno, así como desde Renedo de Bricia.